# Styracosaurus
A Styracosaurus (jelentése 'tüskés gyík', az ógörög στύραξ / sztürax – a hopliták által használt dorü nyelének alsó végén levő bronz lándzsahegy – és a σαῦρος / szaürosz 'gyík' szavak összetételéből) a növényevő ceratopsia dinoszauruszok egyik neme, amely a kréta időszakban (a campaniai korszakban) élt, körülbelül 76,5–75,0 millió évvel ezelőtt. A nyakfodrából 4–6 szarv állt ki, az álla két oldalán, a szemei alatt egy-egy kisebb volt, az orrán pedig egy nagyobb helyezkedett el, ami akár 15 centiméter széles és 57 centiméter hosszú is lehetett. A szarvak és a nyakfodor feladata vagy feladatai éveken át viták tárgyát képezték.
A Styracosaurus aránylag nagy méretű dinoszaurusz volt, elérhette az 5,5 méteres hosszúságot és a 2,7 tonnás testtömeget. A magassága nagyjából 1,8 méter volt. A Styracosaurus négy rövid lábbal és zömök testtel rendelkezett. A farka elég rövid volt. A koponyáján egy csőr helyezkedett el, vágásra alkalmas fogai pedig fogkészletekben sorakoztak, ami arra utal, hogy feldarabolta a növényeket. Más ceratopsiákhoz hasonlóan ez a dinoszaurusz is feltehetően csordákban élt, és nagy csoportokban vándorolt, ahogy arra a csontmedrek utalnak.
A Lawrence Lambe által 1913-ban elnevezett Styracosaurus a Centrosaurinae alcsalád tagja volt. Jelenleg két faja ismert, az S. albertensis és az S. ovatus. A nemhez kapcsolt további fajokat idővel máshová sorolták be.

## Anatómia
A Styracosaurus felnőtt példányai körülbelül 5,5 méteres hosszúságot és 2,7 tonnás tömeget értek el. A súlyos koponya nagy orrnyílásokkal, egy magas orrszarvval és egy nyakfodorral volt ellátva, melynek tetejéből legalább négy tüske állt ki. A négy leghosszabb nyakfodortüske hossza megközelítette az orrszarvét, azaz körülbelül 50–55 centiméteresre nőttek meg. A holotípus példány hiányos orrszarvának hossza a becslés szerint elérte az 57 centimétert. Más Styracosaurus példányok és a Centrosaurus orrszarva alapján valószínű, hogy ez a testrész a közepe táján meghajlott.

A Styracosaurus és az ember méretének összehasonlítása

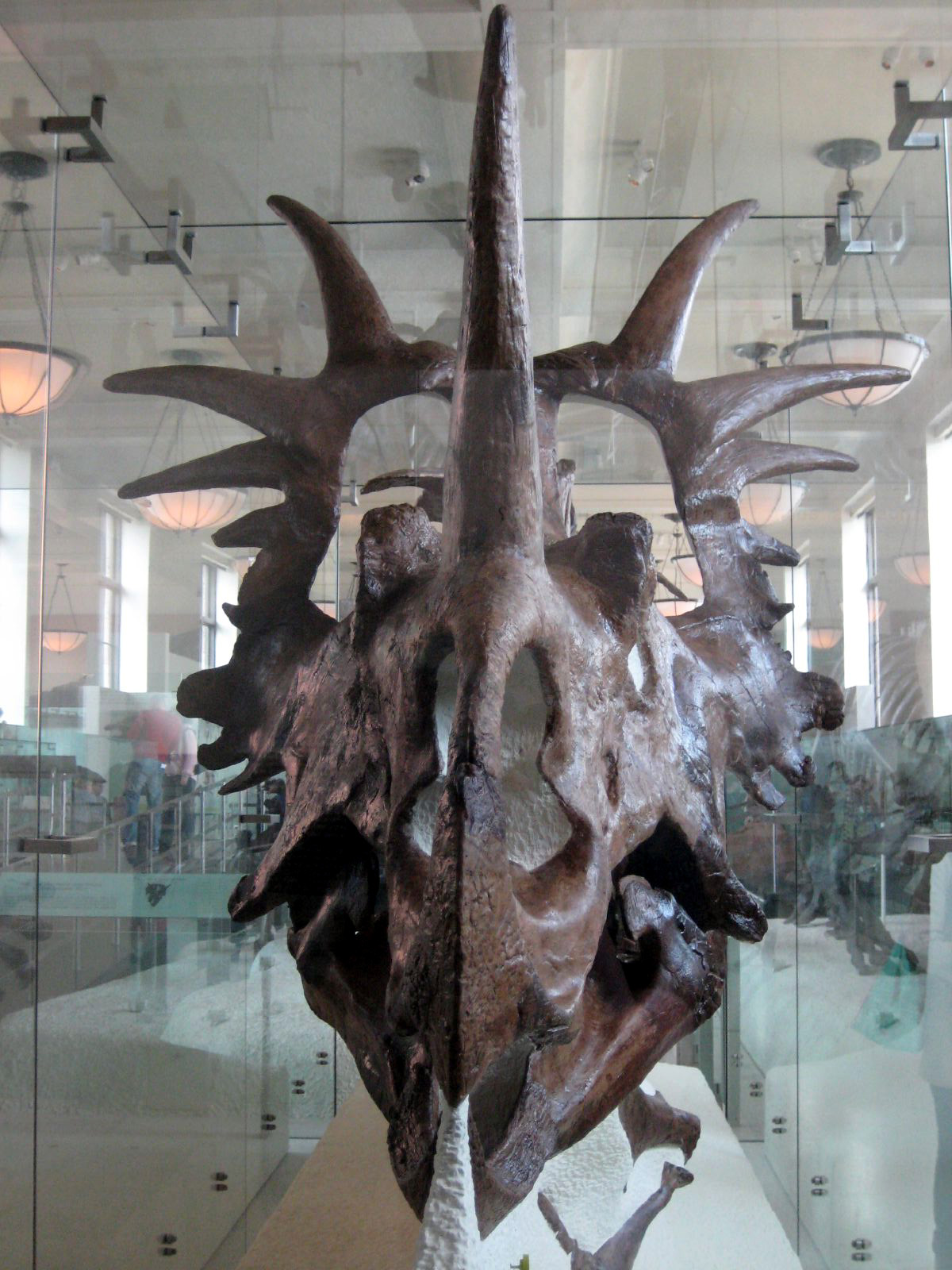
A Styracosaurus albertensis koponyája, az Amerikai Természetrajzi Múzeumban (American Museum of Natural History)

A Styracosaurus koponyája a nagy orrszarv és a négy nyakfodortüske mellett változatos koponyadíszítéssel volt ellátva. Egyes példányok nyakfodrának hátsó szegélyén a Centrosauruséhoz hasonló, de valamivel kisebb kampószerű nyúlványok és kidudorodások helyezkedtek el. Más egyedeknél a szegélyek kevésbé voltak látványosak, Némelyikük a típuspéldányhoz hasonlóan egy harmadik pár hosszú nyakfodortüskével is rendelkezett. A második fajnak, az S. ovatusnak a jobban ismert S. albertensisszel ellentétben csak négy hosszú tüskéje volt, melyek nagyobb mértékben hajlottak egymás felé. Némelyik példánynál a szegélyeket kisebb tüskék díszítették. A fiatalabbak egy-egy közepes méretű, gúla alakú szemöldökszarvval is rendelkeztek, amit a felnőtteknél mélyedések váltottak fel. A legtöbb ceratopsidához hasonlóan a Styracosaurus nyakfodra nagy nyílásokkal (fenestraekkel) volt ellátva. Az állat szája egy fogatlan csőrben végződött.
A Styracosaurus zömök teste hasonlított egy orrszarvúéra. Erős vállait jól használhatta a fajtársakkal vívott harcok során. A Styracosaurus farka aránylag rövid volt. A lábujjain pataszerű végső ujjpercek (ungualok) voltak, melyeket szaru borított.
A Styracosaurus és általában a ceratopsidák végtagjainak elhelyezkedésével kapcsolatban több különböző elképzelés született; az egyik szerint a lábaik a test alatt, a másik szerint pedig terpesztett helyzetben álltak. A témával foglalkozó legújabb mű szerint az a legvalószínűbb, hogy állat a mellső lábait részben behajlítva tartotta. Gregory Paul és őslénykutató kollégája, a Koppenhágai Egyetem Zoológiai Múzeumában dolgozó Per Christiansen feltételezett, és terpesztett lábakra nem utaló ceratopsia lábnyomok vizsgálata alapján kijelentették, hogy az olyan nagy ceratopsiák, mint a Styracosaurus, az elefántoknál nagyobb sebességű futásra is képesek voltak.

## Osztályozás
A Styracosaurus „a feltűnő orrszarvval, közepes méretű szemöldökszarvakkal, rövid nyakfodron található kis squamosális csontokkal, a többi ceratopsiához képest magas, mély arccal és egy, az orrnyílások mögött levő nyúlvánnyal rendelkező” nagy, észak-amerikai ceratopsiák Centrosaurinae alcsaládjának tagja. A klád további tagjai közé tartozik a Centrosaurus (melyről a csoportot elnevezték), a Pachyrhinosaurus, az Avaceratops, az Einiosaurus, az Albertaceratops, az Achelousaurus, a Brachyceratops és a Monoclonius, bár ez utóbbi kettő kétséges nemnek számít. A centrosaurina fajok és az egyes példányok közötti különbség miatt sok vita folyik az egyes nemekről és fajokról, például arról, hogy a Centrosaurus és/vagy a Monoclonius érvényesek-e, diagnosztikusak-e, illetve hogy különböző ivarúak-e.
1996-ban Peter Dodson elég különbséget talált a Centrosaurus, a Styracosaurus és a Monoclonius között a nemek fenntartásához, emellett kimutatta, hogy a Styracosaurus és a Centrosaurus jobban hasonlítottak egymásra, mint amennyire bármelyikük is hasonlított a Monocloniusra. Dodson úgy gondolta, hogy a Monoclonius egyik faja, az M. nasicornis talán valójában a Styracosaurus nősténye lehetett. Voltak, akik egyetértettek az értékelésével, mások azonban nem fogadták el a Monoclonius nasicornist a Styracosaurus nőstényeként, illetve a Monocloniust érvényes nemként. Bár a nemi kétalakúság felvetődött egy korábbi ceratopsiánál, a Protoceratopsnál is, nincs rá szilárd bizonyíték egyetlen ceratopsida esetében sem.

## Eredet
A Styracosaurus evolúciós eredete sok éven át ismeretlen volt a korai ceratopsiák fosszilis anyagának hiányos volta miatt. A Protoceratops 1922-ben történt felfedezése megvilágította a korai ceratopsidák rokoni kapcsolatait, de évtizedek teltek el, mielőtt a további leletekből összeállt a kép. Az 1990-es és 2000-es évek olyan leletei, mint a legkorábbi ismert, szemöldökszarvakkal rendelkező ceratopsia, a Zuniceratops és az első jura időszakból ismert ceratopsia, a Yinlong utalnak arra, hogyan nézhettek ki a Styracosaurus ősei. Ezek az új felfedezések fontosak a szarvas dinoszauruszok eredetének felvázolásában, és arra utalnak, hogy a csoport a jura időszaki Ázsiából származik, illetve, hogy az igazi szarvas dinoszauruszok a késő kréta kor kezdetén, Észak-Amerikában jelentek meg.

## Felfedezések és fajok
A Styracosaurus első fosszilis maradványaira Charles Mortram Sternberg talált rá a kanadai Albertában (a napjainkban Dinoszaurusz Tartományi Park néven ismert területen, a jelenleg Dinosaur Park-formációnak nevezett geológiai képződményben), neve pedig Lawrence Lambe-tól származik, 1913-ból. A lelőhelyet 1935-ben újra felkereste a Royal Ontario Múzeum csapata, amely rátalált a hiányzó állkapocsra és a csontváz további részeire. A fosszíliák alapján az S. albertensis körülbelül 5,5–5,8 méter hosszú és a csípőjénél 1,65 méter magas volt. Az első koponya szokatlan jellegzetessége a bal oldalon levő kisebb fodortüske, amit alul részben átfed a mellette levő. Úgy tűnik, hogy a tüske ezen a ponton eltört, és körülbelül 6 centiméterrel megrövidült. E terület normális alakja ismeretlen, mivel a nyakfodor jobb oldala nem őrződött meg.

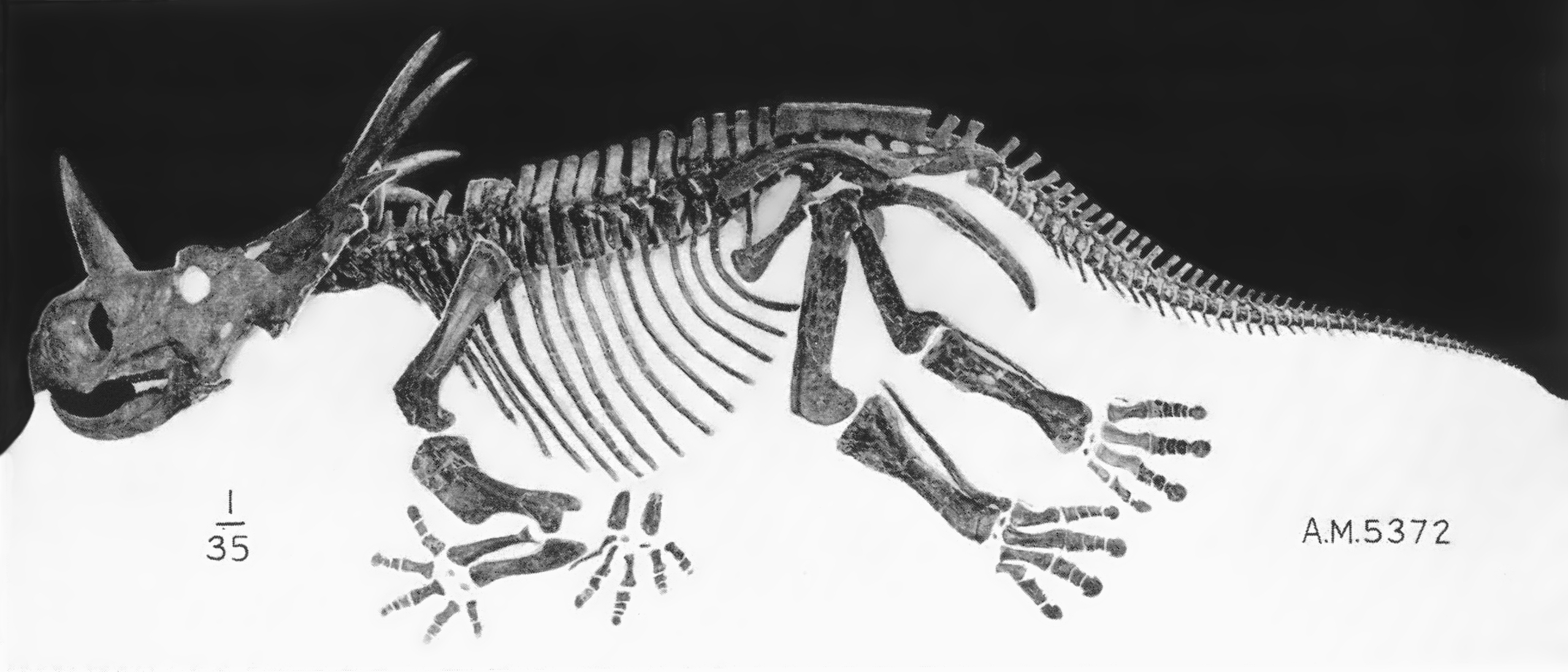
A Styracosaurus „parksi”, az AM5372 jelzésű példány csontváza

Barnum Brown és a New York-i Amerikai Természetrajzi Múzeum őslénykutató csapata 1915-ben szintén talált egy közel teljes, tagolt csontvázat és egy részleges koponyát a Dinosaur Park-formációban, az albertai Steveville közelében. Brown és Erich Maren Schlaikjer összehasonlították a leleteket, és annak ellenére, hogy mindkettő ugyanarról a helyről került elő, felszínes eltéréseket találtak rajtuk, ami megerősítette, hogy e második fosszília egy új fajhoz tartozik, így a példányról Styracosaurus parksi néven készítettek leírást, William Parks tiszteletére. A Brown és Schlaikjer által felsorolt eltérések között szerepelt az S. albertensisétól meglehetősen eltérő járomcsont, valamint a kisebb farokcsigolyák. Emellett az S. parksi jóval robusztusabb állcsonttal, rövidebb állkapoccsal és a típusfajétól alakjában eltérő nyakfodorral rendelkezett. A koponya nagy részét azonban gipsszel rekonstruálták, és az eredeti, 1937-es cikk nem tartalmaz illusztrációt a koponyacsontok valódi formájáról. Ezt a leletet jelenleg az S. albertensis példányaként tartják számon.
2006 nyarán, az albertai Drumhellerben levő Royal Tyrrell Őslénytani Múzeumban (Royal Tyrrell Museum of Palaeontology) dolgozó Darren Tanke rátalált az S. parksi egykori lelőhelyére. Itt olyan koponyadarabokat fedezett fel, amiket még az 1915-ös kutatócsapat hagyott hátra. Összegyűjtötte a maradványokat, remélve hogy több is előkerül, lehetővé téve egy újabb, a koponyáról szóló leírás elkészítését és annak eldöntését, hogy az S. albertensis és az S. parksi azonosak-e. A Tyrrel Múzeum emellett több részleges Styracosaurus koponyát is begyűjtött. A Dinoszaurusz Tartományi Park területén legalább egy másik csontmeder (a 42-es számú) is ismertté vált (más, a Styracosaurusénak tulajdonított csontmedrek inkább több különböző állat és nem diagnosztikus ceratopsia összekeveredett maradványait tartalmazzák). A 42-es csontmederből sok koponyarész, például szarvak, állcsontok és nyakfodor darabok kerültek elő.
A harmadik fajról, a montanai Two Medicine-formációból származó S. ovatusról Charles W. Gilmore készített leírást 1930-ban. A fosszilis anyag hiányos, a legjobb része a nyakfodor falcsonti darabja, de a legkülönösebb jellemzője a középvonalhoz közeli, és az S. albertensisétől eltérően nem kifelé, hanem a középvonal irányába hajló tüskepár. Emellett három helyett mindkét oldalon csak két tüskepárral van ellátva. A tüskék sokkal rövidebbek az S. albertensisnél levőknél, még a leghosszabb is csak 295 milliméter hosszú. A Michael J. Ryan, Robert Holmes és A. P. Russell által készített újabb, a Styracosaurus koponyamaradványairól szóló áttekintés alapján a két faj különbözik egymástól.
Több, a Styracosaurushoz kapcsolt fajt időközben más nemekhez soroltak át. Az Edward Drinker Cope által 1890-ben a Monoclonius egyik fajaként leírt, és csupán egy orrcsont és egy, a Styracosauruséhoz hasonló egyenes orrszarv alapján ismert példányt 1915-ben S. sphenocerus néven a Styracosaurushoz kapcsolták. Az amatőr őslénykutatóktól, Stephen és Sylvia Czerkastól származó, nem hivatalos „S. makeli”, melyet 1990-ben, egy képaláírásban említettek meg, az Einiosaurus korai neve. Az „S. borealis” egy korai, nem hivatalos név az S. parksi számára.

## Ősbiológia
A Styracosaurust és más szarvas dinoszauruszokat a populáris kultúrában gyakran csordában élő állatként ábrázolják. Az albertai Dinosaur Park-formáció közepe táján levő egyik csontmeder a Styracosaurus maradványairól ismert. Ez a lelőhely különböző típusú folyami lerakódásokhoz kapcsolódik. A tömeges pusztulás nem csak annak a következménye lehet, hogy az állatok csordában éltek, ugyanis más okból is összegyűlhettek, például egy víznyelő miatt, szárazság idején, ami arra utal, hogy az éghajlat évszakokból állt és félig száraz volt. A Styracosaurus a formáció egy, a Centrosaurus lelőhelyénél magasabban fekvő (és kimondottan ehhez a nemhez tartozó) részéről ismert, ami arra utal, hogy a Styracosaurus felváltotta a Centrosaurust, ahogy a környezet megváltozott.

### Fogazat és étrend
A Styracosaurus növényevő dinoszaurusz volt, amely a feje elhelyezkedéséből adódóan valószínűleg többnyire aljnövényzettel táplálkozott. Az is lehetséges, hogy a szarvai, a csőre és a tömege kihasználásával ledöntötte a magasabb növényeket. Az állcsontok egy mély, keskeny csőrben végződtek, ami alkalmasabb lehetett a megragadásra és a tépésre, mint a harapásra.
A ceratopsidák és köztük a Styracosaurus fogai készletekben helyezkedtek el. A felső, régebbi fogakat folyamatosan felváltották a lejjebb levő újak. A szintén fogkészletekkel rendelkező hadrosauridáktól eltérően a ceratopsidák fogai csak daraboltak, nem őröltek. Egyes tudósok szerint a Styracosaurushoz hasonló ceratopsidák pálmákat és cikászokat fogyasztottak, míg más növényevők inkább a tűlevelűeket részesítették előnyben. Dodson felvetette, hogy a késő kréta kori ceratopsiák talán kidöntötték a zárvatermő fákat, majd levagdosták a leveleiket és az ágaikat.

### Szarvak és nyakfodor

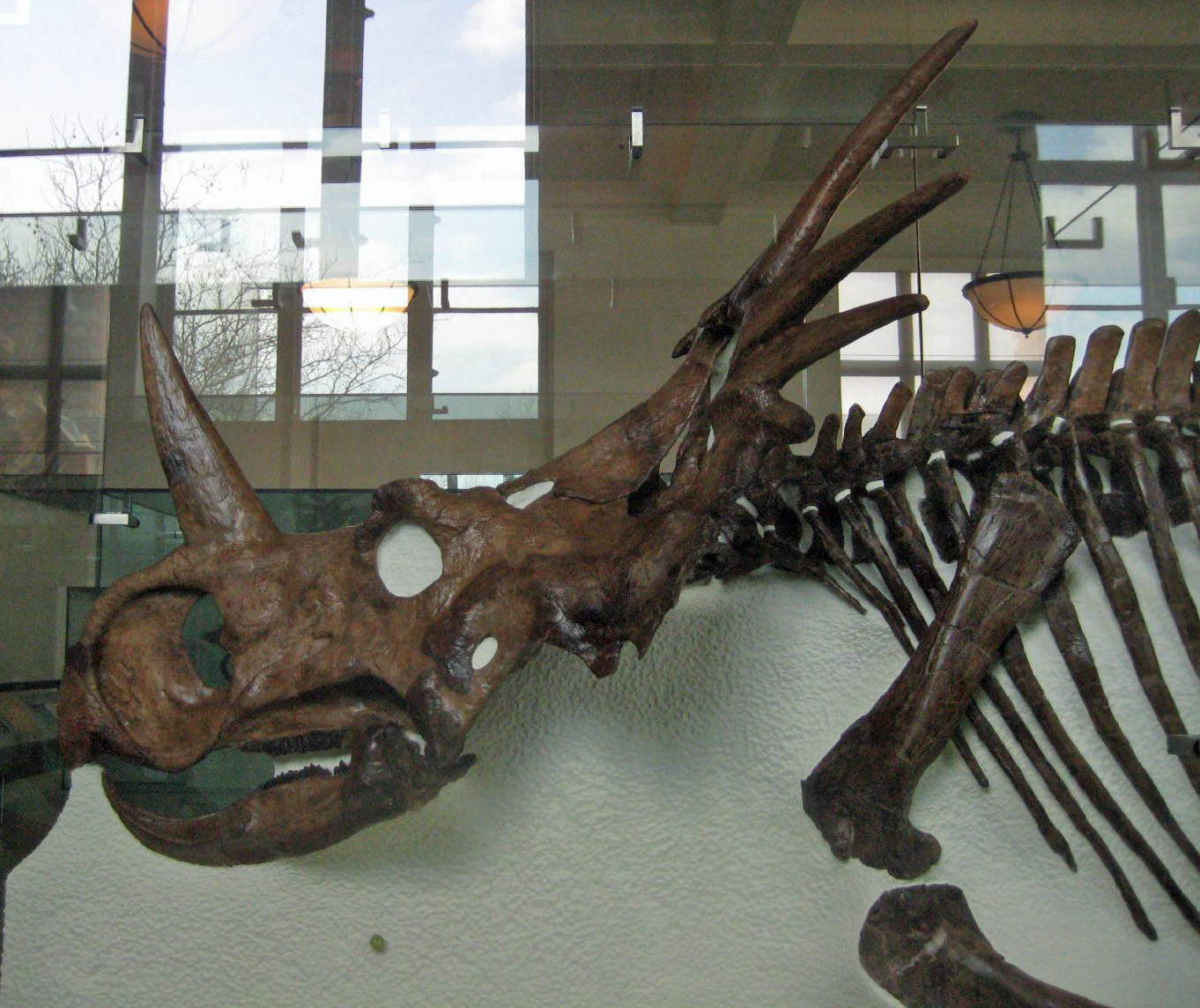
Közelkép az Amerikai Természetrajzi Múzeum (American Museum of Natural History) Styracosaurus albertensis koponyájának oldaláról

A Styracosaurus nagy orrszarvai és nyakfodra a dinoszauruszok legegyedibb arcdíszei közé tartoznak. Feladatuk az első szarvas dinoszauruszok felfedezése óta vita tárgyát képezi.
A 20. század elején az amerikai őslénykutató, R. S. Lull kijelentette, hogy a ceratopsia dinoszauruszok nyakfodra izomtapadási pontként szolgált az állkapocs izmok számára. Később a Styracosaurusszal kapcsolatban feljegyezte, hogy a tüskék félelmetes külsőt kölcsönöztek az állatnak. 1996-ban Dodson részben támogatta az izomtapadási pontok ötletlét, és részletes diagramot készített a Styracosaurus és a Chasmosaurus lehetséges izomtapadási pontjairól, de nem értett egyet azzal az elképzeléssel, ami szerint az izmok teljesen betöltötték a nyakfodor nyílását. C. A. Forster sem talált bizonyítékot a nyakfodor nagy izomtapadási pontjaira vonatkozóan.
Hosszú időn át úgy hitték, hogy a Styracosaurushoz hasonló ceratopsiák a nyakfodrukat és a szarvaikat védekezésre használták koruk nagy ragadozó dinoszauruszaival szemben. Habár a ceratopsida koponyákon talált mélyedéseket, lyukakat, horzsolásokat és más sérüléseket gyakran a szarvak harc közben okozott sérüléseinek tulajdonítják, egy 2006-os tanulmány nem talált bizonyítékot arra, hogy ezeket az elváltozásokat szarvakkal történt szúrás okozta (például sem fertőzésnek, sem gyógyulásnak nincs jele). Ehelyett nem kóros csontfelszívódást vagy ismeretlen csontbetegséget állapítottak meg okként.
A Styracosaurus és a rokonságába tartozó nemek nagy nyakfodra segíthetett a testfelület hőszabályzás érdekében történő megnövelésében, ahogyan azt a ma élő elefántok fülei is teszik. Ehhez hasonló elmélet született a Stegosaurus lemezeivel kapcsolatban is, ez azonban önmagában nem elegendő a Ceratopsidae család tagjainál látható bizarr és túlzott elváltozások megmagyarázására. Ez a megfigyelés nagy mértékben utal arra, hogy e testrészek elsődleges célja a jelzés lehetett.
Az elmélet, amely szerint a nyakfodor a párzás során történő pózolásra szolgált 1961-ből, Leo Davitasvilitől származik. Ezt az elképzelést egyre szélesebb körben fogadják el. A bizonyíték, ami szerint a látható jelzés fontos volt az udvarlás vagy más társas viselkedés során, abból a tényből következik, hogy a szarvas dinoszauruszok arcdíszei feltűnően különböztek, így az egyes fajok nagy mértékben eltértek egymástól. A ma élő, szarvakkal és arcdíszekkel rendelkező állatok ilyen módon használják hasonló függelékeiket.

## Popkulturális hatás

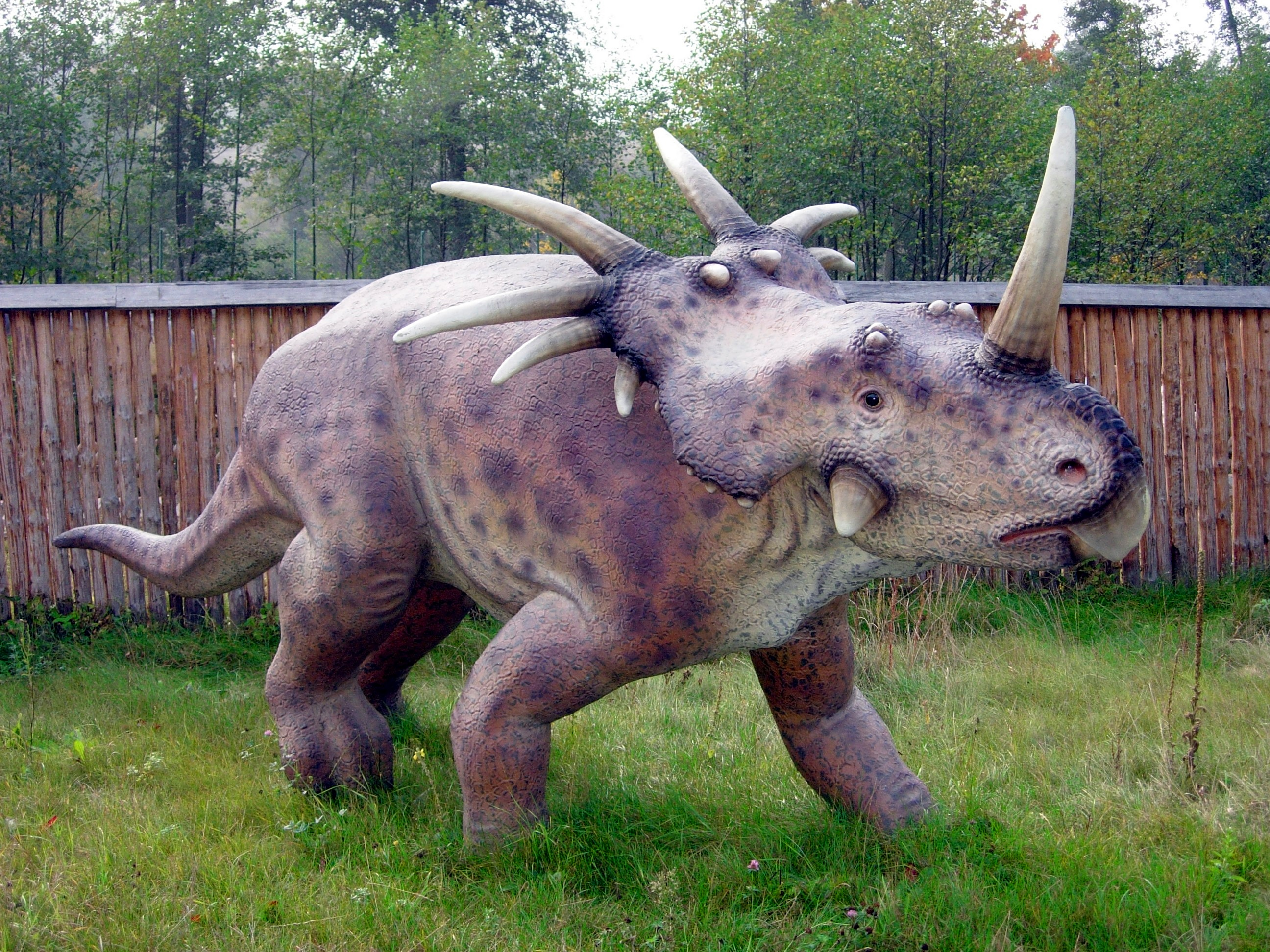
Styracosaurus modell a lengyelországi Bałtów Jurassic Parkban

A Styracosaurus egyedi nyakfodra és szarva miatt jól felismerhető. A fejhez kapcsolódó tüskék, kampók és szarvak már a filmtörténet kezdetén is megragadták a filmkészítők képzeletét, és idővel egyre többször tűntek fel a filmvásznon: 
- A jelentősebb alkotások közé tartozik a The Son of Kong (1933), amelyben a Styracosaurus a film szereplőivel harcol.[42]
- Az 1969-ben készült Tiltott völgyben (The Valley of Gwangi) a Styracosaurus egy húsevő dinoszaurusszal kerül szembe.[43]
- Az 1975-ös The Land That Time Forgot egyik jelenetében két példányt elpusztít egy német tengeralattjáró.
- A Disney 2000-ben készült animációs filmjében, a Dínóban (Dinosaur), egy Eema nevű idős Styracosaurus szerepel, aki háziállatként tart egy kicsi Ankylosaurust, Earlt.[44]
- Látható például a Power Rangers: Dino Thunder, a Dinosaur King, Dinozaurs, a Dino-Riders, a Dinosaucers rajzfilmekben.[45] és a Zoids című sorozatokban.[46]
- Több videójátékban is megtalálható, például a Jurassic Park alapján készült játékokban, valamint a Turok sorozatban, a Zoo Tycoon 2 Dino Danger Pack kiegészítőjében és a Banjo-Kazooie-ban.
- A Jurassic Park filmben nem szerepel, bár az Őslénypark című regényben, ami alapján a film készült, megemlítik a park dinoszauruszainak listáján.

## Fordítás
- Ez a szócikk részben vagy egészben a Styracosaurus című angol Wikipédia-szócikk ezen változatának fordításán alapul.  Az eredeti cikk szerkesztőit annak laptörténete sorolja fel. Ez a jelzés csupán a megfogalmazás eredetét és a szerzői jogokat jelzi, nem szolgál a cikkben szereplő információk forrásmegjelöléseként.